# Bothriocera venosa
Bothriocera venosa är en insektsart som beskrevs av Fowler 1904. Bothriocera venosa ingår i släktet Bothriocera och familjen kilstritar. Inga underarter finns listade i Catalogue of Life.